# Pablo Palacios
Pablo David Palacios Herrería, ou simplement Pablo Palacios, né le 5 février 1982 à Quito en Équateur, est un footballeur international équatorien au poste d'attaquant.
Il compte 16 sélections pour 2 buts en équipe nationale entre 2005 et 2011. 

## Biographie

### Équipe nationale
Pablo Palacios est convoqué pour la première fois par le sélectionneur national en 2005.
Il fait partie de l'équipe équatorienne à la Copa América 2007 au Venezuela, où il joue aucune rencontre. 
Il compte 16 sélections et 2 buts avec l'équipe d'Équateur entre 2005 et 2011.

## Palmarès

### Récompenses
- Meilleur buteur du Championnat d'Équateur en 2008 (20 buts)

## Statistiques

### Statistiques en club
Le tableau ci-dessous résume les statistiques en match officiel de Pablo Palacios durant sa carrière de joueur professionnel.
| Saison                | Club                  | Championnat           | Championnat | Championnat | Coupe(s) nationale(s) | Coupe(s) nationale(s) | Compétition(s) continentale(s) | Compétition(s) continentale(s) | Compétition(s) continentale(s) | Équateur | Équateur | Total | Total |
| Saison                | Club                  | Division              | M.          | B.          | M.                    | B.                    | Comp.                          | M.                             | B.                             | M.       | B.       | M.    | B.    |
| 2004                  | Aucas                 | Serie A               | 8           | 0           | -                     | -                     | -                              | -                              | -                              | -        | -        | 8     | 0     |
| 2005                  | Aucas                 | Serie A               | 40          | 18          | -                     | -                     | -                              | -                              | -                              | 2        | 0        | 42    | 18    |
| 2006                  | Aucas                 | Serie A               | 33          | 5           | -                     | -                     | -                              | -                              | -                              | -        | -        | 33    | 5     |
| 2007                  | Deportivo Quito       | Serie A               | 42          | 15          | -                     | -                     | -                              | -                              | -                              | 2        | 0        | 44    | 15    |
| 2008                  | Barcelona             | Serie A               | 36          | 20          | -                     | -                     | -                              | -                              | -                              | 3        | 0        | 39    | 20    |
| 2009                  | Barcelona             | Serie A               | 29          | 6           | -                     | -                     | -                              | -                              | -                              | 6        | 1        | 35    | 7     |
| 2010                  | Barcelona             | Serie A               | 33          | 2           | -                     | -                     | CS                             | 4                              | 0                              | -        | -        | 37    | 2     |
| 2011                  | Barcelona             | Serie A               | 24          | 2           | -                     | -                     | -                              | -                              | -                              | 3        | 1        | 27    | 3     |
| 2012                  | Emelec                | Serie A               | 16          | 3           | -                     | -                     | CL+CS                          | 1+1                            | 0                              | -        | -        | 18    | 3     |
| 2013                  | Universidad Católica  | Serie A               | 29          | 3           | -                     | -                     | -                              | -                              | -                              | -        | -        | 29    | 3     |
| 2014                  | El Nacional           | Serie A               | 14          | 1           | -                     | -                     | -                              | -                              | -                              | -        | -        | 14    | 1     |
| Total sur la carrière | Total sur la carrière | Total sur la carrière | 304         | 75          | -                     | -                     | -                              | 6                              | 0                              | 16       | 2        | 326   | 77    |

### Buts en sélection
Le tableau suivant liste les résultats de tous les buts inscrits par Pablo Palacios avec l'équipe d'Équateur.